# Paepalanthus diamantinensis
Paepalanthus diamantinensis är en gräsväxtart som beskrevs av Harold Norman Moldenke. Paepalanthus diamantinensis ingår i släktet Paepalanthus och familjen Eriocaulaceae. Inga underarter finns listade i Catalogue of Life.